# Horsens Sogn
Horsens Sogn er et sogn i Aalborg Nordre Provsti (Aalborg Stift).
I 1800-tallet var Hammer Sogn anneks til Horsens Sogn. Begge sogne hørte til Kær Herred i Aalborg Amt. Horsens-Hammer sognekommune blev ved kommunalreformen i 1970 indlemmet i Aalborg Kommune.
I Horsens Sogn ligger Horsens Kirke.
I sognet findes følgende autoriserede stednavne:
- Bragenholt (bebyggelse)
- Brusholt (bebyggelse)
- Graverhuse (bebyggelse)
- Gravsholt (bebyggelse)
- Hedegårde (bebyggelse)
- Horsens (bebyggelse, ejerlav)
- Højene (bebyggelse)
- Kidholm (bebyggelse)
- Kogholm (bebyggelse)
- Langholt (bebyggelse, ejerlav, landbrugsejendom)
- Lyngdrup (bebyggelse, ejerlav)
- Lyngdrup Bæk (vandareal)
- Nålebakke (bebyggelse)
- Pindskær (areal)
- Skanderborg (bebyggelse)
- Smalby (bebyggelse)
- Tranholm (bebyggelse)

I 1985 blev sognegrænserne ændret, så Kinderup, Kinderup Mark og Uggerhalne kom til at høre til Hammer Sogn.